# Lothar Ehmer
Lothar Ehmer (* 31. März 1908 in Berlin; † 1. Juni 1989 in Nassau (Lahn) oder München) war ein deutscher Radrennfahrer und nationaler Meister im Radsport.

## Sportliche Laufbahn
Ehmer begann 1926 mit dem Radsport, er wurde Mitglied im Verein BRC Möve Britz 1897. Zunächst war er als Straßenradsportler aktiv, später widmete er sich zunehmend dem Bahnradsport. Als Amateur gewann er die Bronzemedaille in der nationalen Meisterschaft in der Mannschaftsverfolgung. Dort startete er für den Verein BRC Concordia Berlin. 1927 wechselte er zum Verein RC Arminus Friedrichshagen. Ehmer und Georg Kroschel fuhren erfolgreich in den Amateurrennen auf der Radrennbahn am Kaiserdamm und im Sportpalast in Berlin.
Die Veranstalter des Berliner Sechstagerennens suchten damals Nachwuchsfahrer, die möglichst auch aus Berlin kamen. Sie machten Ehmer und Kroschel ein Angebot für das Rennen in Berlin. Ehmer nahm an und wurde so 1927 mit 18 Jahren bereits Berufsfahrer. Er fuhr bis 1941 als Profi. Der Zweite Weltkrieg und die Kriegsgefangenschaft unterbrachen seine Laufbahn. 1949 startete er wieder und fuhr für das Radsportteam Rabeneick. Er blieb bis 1961 als Berufsfahrer aktiv. 1933 war er eine Saison für das französische Team France Sport-Wolber gefahren.
Ehmer startete 1927 bei seinem ersten Sechstagerennen in seiner Heimatstadt mit seinem Jugendfreund Georg Kroschel. Beide wurden langjährige Partner im Zweier-Mannschaftsfahren und in diesem Rennen Dritte beim Sieg von Piet van Kempen und Maurice De Wolf im Berliner Sportpalast. Zuvor waren sie in ihrem Profi-Debüt in Breslau ebenfalls Dritte geworden. 1928 gewannen die beiden jungen Fahrer das Rennen in Berlin. Insgesamt bestritt Ehmer 49 Sechstagerennen, davon 16 in Berlin.
Nach dem Zweiten Weltkrieg trat Ehmer auch bei Straßenrennen wieder an, so fuhr er 1949 die Deutschland-Rundfahrt, die damals als Grünes Band der IRA ausgetragen wurde. 1953 gewann er die nationale Meisterschaft im Zweier-Mannschaftsfahren mit Günther Pankoke als Partner. 1961 beendete er seine Laufbahn nach 34 aktiven Jahren, wobei er in den Jahren ab 1954 nur noch selten Rennen fuhr.

## Berufliches
Vor dem Zweiten Weltkrieg war Ehmer einige Zeit auch Veranstalter von Bahnrennen in Storkow, wo er ein Sommerhaus hatte. Nach 1949 war er einige Zeit Sportlicher Leiter der Rennen in Berlin, gemeinsam mit Paul Buschenhagen. Er gründete in München eine Wäscherei und betrieb eine Almhütte bei Garmisch-Partenkirchen.

## Trivia
1931 wirkte er bei den Szenen auf der Radrennbahn in der deutschen Spielfilmkomödie Um eine Nasenlänge mit.